# MVM Films
MVM Films è un distributore inglese di produzioni riguardo agli anime. La compagnia acquista le licenze dalle compagnie americane come Geneon ed US Manga Corps che non hanno una sede attiva in Inghilterra e vogliono distribuire i loro prodotti nella Regione 2.

## Anime distribuiti
- Oh, mia dea!
- Armitage III
- Basilisk
- Battle Vixens
- Berserk
- Bio Hunter
- Black Cat
- Black Lagoon
- Bubblegum Crisis 2032
- Burst Angel
- Chobits
- Elemental Gelade
- Ergo Proxy
- Gantz
- Gantz: Second Stage
- Gastalt
- Golgo 13:Queen Bee
- Gungrave
- Gun Sword
- Haibane Renmei
- Love Hina
- Love Hina Christmas Special
- Love Hina Spring Special
- Love Hina Again
- Le Portrait de Petit Cossette
- Ninja Scroll
- Paranoia Agent
- Psycho Driver: Soul Siren
- Ranma ½
- Riding Bean
- Read Or Die: Tv
- Requiem from the Darkness
- Sailor Moon
- Saiyuki Reload
- Samurai 7
- Samurai Champloo
- Serial Experiments Lain
- Speed Grapher
- Shakugan no Shana
- Chi ha bisogno di Tenchi?
- Tenjho Tenge
- Texhnolyze
- Trigun
- Trinity Blood
- Tsukihime, Lunar Legend
- Twilight of the Dark Master
- Twin Signal
- Urusei Yatsura
- Vampire Princess Miyu
- Witchblade
- You're Under Arrest